# Żyrosław II
Żyrosław II (zm. 1198 r.) – biskup wrocławski w latach 1170 lub 1171–1198.
Żyrosław II współpracował z księciem Bolesławem Wysokim. Popierał nowe zakony cystersów, joannitów i norbertanów. W 1175 r. nadał cystersom lubiąskim dziesięciny z założonych wówczas wsi w okręgu legnickim. Złamał przy tym prawo kanoniczne. Joannitom nadał ok. 1189 r. kościół w Bardzie oraz dziesięciny. Przed 1193 r. usunął z opactwa na Ołbinie benedyktynów i przekazał je norbertanom. W 1197 r. przybył do Wrocławia legat Piotr z Kapui, który zatwierdził tę ostatnią decyzję. Z czasów Żyrosława II pochodzi najstarsza zachowana pieczęć biskupia przedstawiająca Żyrosława na tronie z modelem katedry.